# زید بن علی
زید بن علی بن الحسین (۷۴۰–۶۹۸ م. /۱۲۲–۸۰ ه‍.ق) امام پنجم شیعیان زیدی و فرزند سجاد، امام چهارم شیعیان است. شاخهٔ زیدیه از شیعه، پس از او ظهور کرد. زیدیان، او را امام پنجم و جانشین سجاد می‌دانند و برادر بزرگترش محمد باقر را به امامت قبول ندارند. وی برای شیعیان دوازده امامی مورد احترام است، اما علمای دوازده امامی معتقدند که وی هیچگاه ادعای امامت نداشته است. وی در نبردی دو روزه که علیه هشام بن عبدالملک، خلیفه اموی در کوفه صورت داد، کشته شد. 

## زندگی
روز تولد زید مشخص نیست و حتی در سال ولادتش نیز اختلاف است. ابن عساکر (درگذشته ۵۷۱ قمری) سال تولد او را ۷۸ قمری می‌داند.
مورخ دیگر به نام ممحلی (متوفای ۶۵۲ قمری) سال تولد او را ۷۵ قمری یاد می‌کند.
برخی سال میلاد او را سال ۸۰ قمری پنداشته‌اند.
به‌نوشته ابن قتیبه در کتاب المعارف، زنی سند داشت که زید در مدینه از او متولد شد.در نام مادر وی اختلاف است، برخی نام او را «جیدا» یا «جید» یاد کرده‌اند. برخی هم نام او را «حیدان» می‌دانند.در روایتی علی بن حسین او را به نام «حوراء» می‌خواند. در روایتی از اعیان الشیعه او کنیزی بود که مختار ثقفی او را به ۳۰ هزار درهم خرید، سپس او را به عنوان هدیه‌ای ارزنده نزد علی بن حسین فرستاد.
زید در مکتب پدر، آموزش دید و از محضر برادر محمد بن علی و سپس مدت کوتاهی نزد برادرزاده‌اش جعفر بن محمد آن را تکمیل نمود.
همسران
زید در ایام اقامت خود در کوفه دختر یعقوب بن عبداللّه سلمی و دختر عبداللّه بن ابی‌الغیس ازدی را به عقد خویش درآورد و علت آن این بود که این دو زن از خاندان شیعه و طرفدار اهل بیت بودند.
او در طول زندگی خود ۳ زن و ۳ کنیز داشت. اولین همسری که زید انتخاب کرد «ریطه» دختر ابوهاشم حنفیه بود، این زن از بانوان معروف بنی هاشم بود، او در اواخر عمر با دو زن دیگر در شهر کوفه ازدواج کرد.
فرزندان
زید بن علی دارای ۵ فرزند پسر بود.
- یحیی (که مادرش ریطه است)
- حسن بن زید
- عیسی، حسین و محمّد (که مادر این سه نفر کنیز بودند)
- عبیدالله ابن زید مشهور به عبیدالله الاعرج

## میزان دانش زید
جعفر صادق درباره‌اش گفته است: خدا، زید را رحمت کند، او عالمی درست‌گفتار بود. علی بن موسی الرضا در مورد او گفته: او از علمای آل محمّد بود. شیخ مامقانی در کتاب «تکلمه» ذکر کرده: علمای اسلام بر جلالت و وثاقت و ورع و علم و فضل وی اتفاق دارند. شیخ طوسی در کتاب «الفهرست» از عمر بن موسی وجهی نقل می‌کند که گفت: هیچ‌کس را در تشخیص آیات قرآن از ناسخ و منسوخ و برگرداندن متشابه آن به محکم، چون زید بن علی ندیدم.

### تسلط بر قرآن
زید گفت: سیزده سال با قرآن خلوت کردم، آیات آن را می‌خواندم و دربارهٔ آن می‌اندیشیدم.
جعفر صادق در این مقام از مطالعه عمیق وی سخن می‌گوید:
به خدا سوگند، او در میان ما بیش از همه به قرائت قرآن اشتغال داشت.

### راوی حدیث
از زید بن علی در اسناد، حدود ۶۱ روایت واقع شده است و همه این روایات را از پدرانش نقل می‌کند.

### کتاب‌ها
او در علم کلام، فقه، حدیث و… کتاب‌هایی تألیف نمود که تعداد آن بیش از ۱۰ رساله است.
- کتاب الصفوه و مسئله امامت[۲۱]
- مجموع الفقهی[۲۲]
- القلة و الجماعة[۲۳]
- المجموع الحدیثی
- تفسیر غریب القرآن
- اثبات الوصیة
- قرائته الخاصه
- قرائة جده علی بن ابی‌طالب * منسک الحج
- اخبار زید[۲۴]

### شاگردان
1. یحیی بن زید (فرزندش)
2. محمّد بن مسلم (از بزرگان اسلام)
3. ابوحمزه ثمالی (فقیه اسلامی)
4. محمّد بن بکیر (فقیه اسلامی)
5. ابن شهاب زهری[۲۵]
6. شعبة بن حجاج[۲۵]
7. ابوحنیفه نعمان بن ثابت (وی مدتی شاگرد مکتب علمی محمد باقر و جعفر صادق بود و ۲ سال نیز در محضر زید بن علی شاگردی کرده است.[۲۶]
8. سلمة بن کهیل (از محدثین و بزرگان شیعه)[۲۷]
9. یزید بن ابی‌زیاد
10. هارون بن سعید عجلی
11. ابوهاشم بن رمانی
12. حجاج بن دینار
13. آدم بن عبداللّه خثعمی
14. اسحاق بن سالم
15. بسام بن صیرفی
16. راشد بن سعد
17. زیاد بن علاقه
18. عبداللّه بن عمرو بن معاویه
19. ابراهیم بن حسن مثنی
20. حسن مثلث
21. حسین بن علی بن حسین (برادرش)
22. عبیداللّه بن محمّد بن عمر بن علی بن ابی‌طالب[۲۸]
23. عبداللّه بن محمّد بن عمر بن علی[۲۹][۳۰]

## دیدگاه‌ها دربارهٔ زید
ابوحنیفه: زید را چون دودمانش دیدم ولی در عصر او کسی را داناتر و حاضرجواب تر و خوش بیان تر از او ندیدم. او در گفتگو با قاطعیت سخن می‌گفت.
سفیان ثوری: او داناترین خلق خدا به کتاب خدا بود، او جای حسین بن علی را پر کرد.
شیخ مفید: پس از محمد باقر از جمیع برادرانش افضل و برتر است.
- محمدباقر مجلسی: «پس بدان که اخبار در حالات زید مختلف است دسته‌ای از آن بر نکوهش او بلکه بر کفرش دلالت دارد. چون دلالت بر این دارد که وی ادعای امامت کرد و ائمه حق را انکار نمود و این موجب کفر است… امّا اکثر این روایات دلالت دارد که وی مورد مدح و ثناء است و او مدعی امامت برای خویش نبود، و به امامت محمد باقر و جعفر صادق اعتراف داشت و همانا، قیام او به خاطر خون‌خواهی حسین و امر به معروف و نهی از منکر بود.[۳۴]

## قیام علیه خلافت
ببینید: قیام زید بن علی

### اهداف قیام
بازگردانی حکومت اسلامی از بنی امیه به بنی هاشم

### مشورت با جعفر صادق
جعفر صادق از قیام زید پشتیبانی کرده است.
رضا به مأمون گفت که جعفر صادق گفته: زید برای قیامش با من مشورت کرد؛ من به او گفتم: عمو جان اگر دوست داری و راضی هستی که همان به دار آویخته در کُناسه باشی، پس راه تو همین است. چون زید از نزد جعفر صادق بیرون رفت، وی گفت: وای به حال کسی که ندای او را بشنود و او را یاری نکند.
شهید اول: «... یا اینکه جائز باشد قیام آنها به اذن امام واجب الطاعة باشد مانند خروج زید بن علی و دیگر فرزندان علی.
مامقانی: «خلاصه سخن اینکه من زید را از نظر وثاقت معتبر می‌دانم پس از آنکه معلوم شد خروج و قیام وی به اذن جعفر صادق بوده است.

### قیام
زید در ماه شوال سال ۱۲۰ قمری به خواست حاکم کوفه برای پرس و جو در مورد مبلغ دریافتی او از حاکم قبلی کوفه وارد این شهر شد. وی در این روزها به شکل پنهانی زندگی می‌کرد. در این ایام یوسف بن عمر ثقفی، حاکم کوفه در شهر حیره به سر می‌برد و مردی به نام حکم بن صلت را جانشین خود کرده بود. زید مدت ۵ ماه در کوفه و بصره ماند و مردم گروه گروه به محل سکونت وی می‌رفتند و با او بیعت می‌کردند و دست وی را به عنوان کمک و پشتیبانی او برای قیام بر علیه بنی امیه می‌فشردند.البته بیعت با احتیاط و مخفیانه صورت می‌گرفت چند نفر از طرف زید مأمور بودند که نام هم پیمانان را بنویسند و در مدت کوتاهی تعداد این گروه به ۱۵ هزار نفر فقط از کوفیان افزایش یافت.

### فرستادگان زید به شهرها
زید علاوه بر کوفه که در آن عصر، مرکز عراق بود، به دیگر شهرها و بخش‌های مهم عراق و حتی مراکز دور دست فرستادگانی گسیل داشت تا از مردم بیعت بگیرند.
1. یزید بن ابی زیاد را به سوی رقه فرستاد.
2. سالم بن ابی‌الحدید را به سوی زبید ایامی.
3. عبدة کثیر جرمی و حسن بن سعد را به سوی خراسان.[۴۵]
4. عثمان بن عمیر ابویقظان فقیه.[۴۶]
5. فضیل بن زبیر که مأمور بود پیام و نامه‌های زید را برای شخصیت‌های برجسته و بزرگان و فقها و قضات ببرد و آنان را به بیعت و جهاد با زید دعوت کند.[۴۷]

## یاران زید
1. عبداللّه بن شبرمة بن طفیل؛ او قاضی و شاعری توانا و مورد احترام مردم و از فقهاء و محدثین بود.[۴۸]
2. اعمش سلیمان بن مهران کوفی کاهلی؛ او یکی از بزرگان شیعه و از مورد اعتمادهای آنهاست.[۴۹]
3. سلیمان بن خالد؛ او همان کسی است که با اجازه جعفر صادق در جنگ همراه زید شرکت کرده بود.
4. منصور بن معتمر؛ علامه حلی در «خلاصة الرجال» گوید: این مرد از اصحاب محمد باقر است. وی مذهب زیدیه را داشت و از فرقه ابتریه است. اما ابن قتیبه در کتاب «معارف» او را از رجال شیعه می‌داند.[۵۰]
5. مسعد بن کدام؛ وی از راویان حدیث است و در کتاب کافی، باب «مجالسة العلماء»، حدیثی از محمد باقر نقل کرده است.[۵۱]
6. یزید بن ابی زیاد؛ او مردی فاضل و از راویان و محدثین است و از جمله داعیان وی بود که مردم شهر رقه را به نهضت زید دعوت کرد و جمعیت کثیری به او پیوستند.[۴۵]
7. قیس بن ربیع؛ از جمله دانشمندانی است که با زید بیعت کرد امّا به یاری او نرفت.[۵۲]
8. ابوحصین، عثمان بن عاصم؛ او از فقهای معروفی بود که با زید بیعت کرد. ابوحصین، قیس بن ربیع را به خاطر آنکه با زید بیعت کرده و به یاریش نرفت، بسیار سرزنش نمود.[۵۳]
9. حجاج بن دینار؛ او از جمله فقها و بزرگان بود که به نهضت زید پیوست.[۵۴]
10. هارون بن سعد عجلی کوفی؛ او از بزرگان و فقهای کوفه بود که به زید پیوست.
11. محمّد بن عبدالرحمن؛ وی از فقهای معروف بود و منصب قضاوت کوفه را داشت.[۵۵]
12. زبید بن حارث بن عبدالکریم امامی؛ او از بزرگان و محدثین کوفه بود.
13. هلال بن خباب؛ او از فقها و محدثین بود و در مداین، قاضی بود.[۵۶]
14. ابوهاشم زمانی؛ نام وی یحیی بن دینار، و از اهل واسط است، او به اعتراف ابوحنیفه، از فقهای بزرگ بود که به زید پیوست. منصور بن معتمر از او روایت دارد، ابن جبان وی را از مورد اعتمادهای عامه می‌داند. او در سال ۱۴۲ ق درگذشت.[۵۷]
15. هاشم بن زید؛ او از بزرگان شیعه است که مورد اعتماد اهل سنت نیز می‌باشد.[۵۸]
16. سلمة بن کهیل؛ ابوالفرج اصفهانی، او را در شمار فقهای همراه زید نام می‌برد، و ابوحنیفه به فقاهت و دانش او اعتراف داشت.[۵۹]
17. عبدة بن کثیر جرمی؛ او نیز از دانشمندان معروف عراق بود و از جانب زید به طرف خراسان رفت تا مردم را با هدف زید آشنا سازد.[۶۰]
18. حسن بن سعد؛ او هم از فرستادگان زید بود.
19. سفیان ثوری؛ از جمله کسانی است که به زید گروید و با او بیعت کرد. بعضی می‌گویند او مسلک زیدیه را برای خویش انتخاب نمود.

### دعوت از ابوحنیفه
ابوحنیفه، علوم و معارف اسلامی را به مدت بیش از دو سال در محضر زید در کوفه دریافت می‌کرد، زید، نامه‌ای را به‌وسیلهٔ فضل بن زبیر برای ابوحنیفه فرستاد و او را به کمک خود و جهاد ضد حکومت بنی امیه دعوت نمود.

### محاصره مردم کوفه در مسجد
در مقاتل الطالبین آمده است: «زید شب را به صبح رساند در حالی که تمام کسانی که به وی پیوستند در طول شب پیش، تنها ۲۱۸ تن پیادهٔ تیرانداز بودند! پس زید بن علی پرسید: سبحان الله! پس بقیهٔ مردم کجا هستند؟ گفتند آنها را در مسجد محاصره کرده‌اند. زید گفت: نه به خدا این عذر پذیرفته شده‌ای نخواهد بود برای کسی که با ما بیعت کرده است….

### محاصره مردم در مسجد
یوسف بن عمر به حکم بن صلت پیام داد که مردم کوفه را در مسجد محاصره کند و درهای مسجد و بازار را ببندد و از خانه‌هایشان برای آنان غذا ببرند تا اینکه کسی نتواند از چنگ ما فرار کند و به زید بپیوندد؛ و دستور داد موقعی که مردم در مسجد زندانی شدند، مخفیگاه زید را محاصره کنند و او را دستگیر نمایند و….

### در جستجوی زید
مأموران خانه به خانه به جستجوی زید پرداختند امّا اثری از وی نیافتند آنان خیال می‌کردند زید در خانه معاویة بن اسحاق فرزند زید بن حارثه یکی از یاران وفادارش باشد امّا این خانه را هم گشتند و زید را نیافتند؛ زیرا آن شب زید و یارانش از شهر خارج شده بودند و در بیابان به سر بردند. از آن ۴۰ هزار نفری که با او بیعت کرده‌اند تنها ۲۱۸ تن به گرد او جمع شدند و همه خود را برای فردا و روز جنگ و مرگ آماده کردند.

### تعداد یاران زید
1. بعضی تعداد آنان را ۱۵۰ مرد جنگی می‌دانند.[۶۵]
2. و در بعضی روایات عدد آنان، ۲۱۸ نفر آمده است و زید از این بابت نگران بود چون او انتظار داشت همه آنان که با او دست بیعت دادند به کمک او بشتابند.[۶۴]
3. برخی هم تعداد ۵۰۰ نفر را نقل کرده‌اند. لشکر دشمن بیش از دوازده هزار نفر بودند.[۶۶]

### کشته‌شدن زید بن علی
در ساعات پایانی روز پنجشنبه که دومین روز جنگ زید و یارانش بود، بسیاری از آن‌ها کشته شده بودند اما کمی بعد زید و یارانش با حمله‌ای غافلگیرانه خود را به قلب سپاه امویان رساندند و آنان را تا محله «بنی‌سلیم» تعقیب کردند. «عباس بن سعد مزنی» فرمانده لشکر دشمن از یوسف کمک خواست و او عده‌ای از تیراندازان ماهر را به حمایت آنان فرستاد اما در نهایت در میانه جنگ تیری به پیشانی او اصابت کرد و مجروح شد. گفته شده این تیر را یکی از غلامان یوسف بن عمر به نام «راشد» انداخته بود. برخی هم گفته‌اند که «سلیمان بن کیسان کلبی» آن را رها کرده بود.
یاران زید بدن وی را که از اسب به زمین افتاده بود را از میدان نبرد دور کردند؛ و او را برای معالجه و استراحت به خانه یکی از اصحابش به نام «حران بن ابی کریمة» در قسمت بازار نزدیک «سکة البرید» بردند.
برخی هم گویند، او را به خانه‌ای به نام (دارالحوارین) در نزدیکی سبخه حمل کردند.
برای مداوای وی پزشکی را آوردند ولی پزشک گفت اگر تیر را بیرون بیاوریم وی زنده نمی‌ماند. زید گفت: مرگ برای آسان‌تر است از این حالتی که در آن هستم. پس طبیب با کلبتین (انبری که با آن دندان می‌کشند)، تیر را از پیشانی او بیرون کشید. همان لحظه‌ای که تیر را بیرون کشیدند، او هم درگذشت.
درگذشت زید در روز جمعه ۲۵ محرم سال ۱۲۱ قمری است. وی در آن هنگام ۴۲ سال داشت.

## رویدادهای پس از درگذشت
امویان پس از جنگ بر کوفه مسلط شدند و تلاش زیادی می‌کردند تا بدن زید را یافته و سر آن را جدا کنند و برای خلیفه بفرستند.

### دفن بدن
یاران زید برای اینکه بدن به دست آن‌ها نیفتد به دنبال راهی بودند بعضی گفتند: زره آهنین را به تن او می‌پوشانیم تا بدن سنگین شود، آنگاه آن را به امواج آب‌های فرات می‌سپاریم تا به قعر آب فرورود.
برخی دیگر گفتند بهتر است که سر او را از بدنش جدا سازیم تا شناخته نشود و بدن را میان دیگر کُشته‌شدگان رها سازیم. امّا یحیی بن زید این نظر را رد کرد.
دیگری گفت: بهتر است بدن را تا «عباسیه» ببریم و در آنجا دفنش کنیم، این سخن پذیرفته شد، و همه تصمیم گرفتند از تاریکی همان شب استفاده کنند و بی‌صدا بدن را دفن کنند.
آنان بدن را به آرامی کنار جوی آبی بردند و آب را بستند و در وسط جوی قبری حفر کردند و پس از دفن بدن و خاک ریزی روی آن، آب را از روی آن عبور دادند تا دشمن به هیچ وجه متوجه بدن نگردد.

### یافتن قبر
در هنگام دفن، یک غلام جوان، ناظر دفن کردن بدن بود و او به طمع جایزه صبح زود نزد حکم بن صلت رئیس شرطه کوفه و معاون یوسف بن عمر رفت و سرگذشت دفن بدن را گزارش داد و دشمنان زید را به محل قبر راهنمایی کرد.
یوسف بن عمر، دستور داد یکی از نزدیکانش به نام (خراش بن حوشب) با دیگری قبر را نبش کردند و جسد را بیرون آوردند و حجاج بن قاسم، بدن زید را با ریسمانی روی شتر بسته و به دارالاماره برد.
نصر بن قابوس می‌گوید:
 من دیدم بدن زید را که بر شتری حمل می‌کردند و آن را با طنابی بسته بودند و به تن او یک پیراهن زرد رنگ هروی (هراتی) بود، آنگاه بدن را در کنار در قصر پائین انداختند، بدن زید همانند کوه بر زمین قرار گرفت. آنگاه یوسف بن عمر دستور داد سر زید را از بدنش جدا ساختند و آن را برای هشام بن عبدالملک به شام فرستادند، آنگاه بدن زید را در کنار بدن یاران دیگرش در کنار کوفه به دار زدند.
پس از اینکه جسد زید و چند تن از یارانش را به دار زدند یوسف بن عمر، چند نفر نگهبان کنار دار گماشت تا شبانه روز مراقب بدن باشند، مبادا کسی شبانه آن را برباید و دفن کند.

### سوزاندن بدن
بنی امیه برای آنکه حیثیت از دست رفتهٔ خود را بازیابند و همچنین برای ترساندن مردم، بدن زید بن علی را مدت‌ها بر چوبهٔ دار باقی گذاردند. سخنان در این‌باره بسیار است. از سخنان محدثین و تاریخ‌نویسان، شش گفتار به‌دست می‌آید که از یک سال و چند ماه آغاز شده و به شش سال هم می‌رسد. در سال ۱۲۵ قمری «ولید بن یزید» به یوسف بن عمر استاندار عراق نامه‌ای نوشت و دستور داد بدن زید را آتش بزنند. او هم مردی را به نام «خراش بن حوشب» را مأمور ساخت تا بدن زید را از دار پائین آورد و آن را بسوزاند و خاکسترش را با قایقی به رود فرات ریخت. آنگاه مردم را مخاطب خویش قرار داد و گفت: ای اهل کوفه، به خدا سوگند من این کار را کردم تا ذرات بدن او را همراه آب و نانتان بخورید.

### سر زید در شام
یوسف بن عمر، استاندار عراق، سر زید را قبل از دار زدن از بدن جدا کرد و بعضی گویند با سرهای چند تن از اصحاب زید، برای خلیفه اموی، هشام بن عبدالملک به شام فرستاد، هشام به آن کس که حامل سر زید بود، ده هزار درهم جایزه داد. آنگاه دستور داد سر زید را در دروازه شام بر بلندی نصب کنند به طوری که نظر عابرین را به خود جلب نماید.

### سر زید در مدینه
هشام بعد از مدتی سر زید را برای «محمّد بن ابراهیم بن هشام» والی خود در مدینه فرستاد.
برخی می‌گویند وی قبل از هر چیز دستور داد سر زید را به خانه خواهرش زینب ببرند و آن را به دامن او بیفکنند، آنگاه سر را برگردانند.
آنگاه یک شبانه روز سر زید را نزدیک قبر محمد نصب کرد.

### سر زید در مصر
والی مدینه باز وحشت داشت مبادا شورشی شود، سر را به دستور هشام به مصر فرستاد و آن را در مسجد جامع مصر نصب نمودند.
کندی در کتاب «الامراء» می‌نویسد:
 «در سال ۱۲۲ قمری روز یکشنبه دهم جمادی‌الثانی ابوالحکم بن ابی الابیض قیسی والی مصر، سر زید را به مسجد آورد و آن را در مقابل دیدگان مردم نصب نمود و سخنرانی کرد.» امّا مردم مصر آن سر را شبانه دزدیدند و در مسجدی به نام «محرس الحضی» با احترام دفن نمودند.
مصریان سر زید را در محراب مسجد دفن کردند و آنجا را زیارتگاه خویش قرار دادند مردم کم و بیش از محل دفن سر آگاه شده و به آنجا می‌رفتند و به عبادت و دعا می‌پرداختند؛ و این جایگاه را در سال ۵۲۵ قمری به دستور «امیر افضل» برای پیدا کردن سر زید خراب کردند و به جستجو پرداختند تا آنکه سر را در محراب مسجد یافتند.
«فخر الدین ابوالفتوح زیدی» در آن عصر خطیب و پیشوای مصر بود و از جمله کسانی بود که سر زید را دیده بود، گفته شده است که وی اثری به اندازه یک درهم در پیشانی زید مشاهده کرد (گویا این اثر تیری بود که در جنگ به پیشانی او اصابت نمود یا آنکه اثر سجده او بوده است که در روایتی به آن اشاره شد)، خطیب مصر سر را خوشبو و معطر ساخت و آن را به منزل خویش برد؛ و پس از تعمیر مسجد آن را به محل خود برگردانده و در آنجا دفن نمود و هم‌اکنون این محل در محراب مسجد، زیارتگاه مردم مصر است.

## زیارتگاه
برای زید دو زیارتگاه است که سالانه جمعیت زیادی از شیعیان و علاقه‌مندان به آنجا می‌روند. یکی در مصر که سر زید در آنجا دفن شده است و دیگری در عراق است و در کُناسه کوفه است. آنجا همان مکانی که بدن زید را به دار زدند و سپس آن را آتش زدند.
سید مهدی قزوینی (متوفی ۱۳۰۰ق) در کتاب «فلک النجاة» می‌گوید:
 «مشهدی که فعلاً محل زیارتگاه زید است، محل دار زدن و سوزاندن بدن زید می‌باشد.
محمد حرزالدین در کتاب «مراقد المعارف» می‌گوید:
 «زیارتگاه زید در حدود دو فرسخی جنوب شرقی قریه (کفل) است و این قول را دیگران نیز تأیید کرده‌اند.

## امامت زید
از آغاز که امامت زید بن علی به وسیلهٔ برخی تبلیغ می‌شد، علمای بزرگ اثنی عشری، با این عقیدهٔ مخالفت کردند. اما روایت‌های ضعیفی وجود دارد که امامان اثنی‌عشری، زید بن علی را نکوهش کرده و از او خرده می‌گیرند که البته همهٔ این روایت‌ها به وسیلهٔ بزرگان علم حدیث، مورد بررسی و تحلیل قرار گرفته و این اشکالات در آن‌ها یافته شده:
1. اکثراً از نظر سند ضعیف‌اند.
2. با اینکه یک روایت صحیح وجود دارد، ولی همگی روایات معرض عنه می‌باشند و کسی به آن عمل نکرده است.
3. این روایات، معارضند با روایات زیادی که در مدح و ستایش زید رسیده و می‌توان ادعای تواتر معنوی کرد.[۸۵]
4. بر فرض ضعف اسناد همه روایات مدح، عمل اصحاب و تمسک علمای بزرگ شیعه از قدما تا متاخرین و معاصرین، منجر به ضعف سند آن است.
5. بر فرض درستی اخبار مذمّت، اکثر آن‌ها حمل بر تقیه شده است.
6. از همه مهم‌تر، بنی امیه و سپس بنی عباس برای لکه‌دار کردن نهضت‌های اسلامی عصر خویش مخصوصاً قیام‌های علویان، روایاتی جعلی و ساختگی به نام مشاهیر اصحاب ائمه درست می‌کردند و در میان مردم پخش می‌کردند، تا مبادا مسلمانان مخصوصاً شیعیان تحت تأثیر این جنبش‌ها قرار گیرند و راه آنان را پیش گیرند و از آن طرف خود را نیز در مقابل این قیام، تبرئه می‌کردند.[۸۶]

- شیخ مفید در ارشاد می‌گوید: بسیاری از شیعیان به امامت زید معتقدند و علت پیدایش این عقیده این شد که زید در موقع قیام می‌گفت من شما را به (رضای آل محمّد) دعوت می‌کنم، مردم خیال می‌کردند مقصود از رضای آل محمّد خود او است و حال آنکه زید این اراده را نداشت چون او به مقام و مرتبه و امامت برادر و برادر زاده‌اش محمد باقر و جعفر صادق اعتراف و اقرار داشت.[۸۷]
- مامقانی می‌گوید: عقیده عده‌ای نسبت به امامت زید به فریب شیطان است، با وجودی که خود زید این عقیده را نفی می‌کرد، و قائل به امامت فرزند برادرش جعفر صادق بود.[۸۸]
- در «کفایة الاثر» است که: اگر کسی بگوید: به اینکه زید بن علی روایات و نصوص وارده را در حق ائمه معصوم شنیده بود و معتقد به آن بود چرا با شمشیر قیام کرد؟ و دعوی امامت برای خویش داشت؟ و با جعفر صادق اظهار مخالفت نمود؟ و حال آنکه می‌دانست جعفر صادق دارای مقام ارجمند و محلی شریف و جایگاهی رفیع است، و صلاح امت را می‌داند و نزد خاص و عام به علم و دانش و زهد مشهور است، می‌گوییم: این سخن را جز انسان معاند و ستیزه‌جو نمی‌گوید، حاشا که زید چنین پنداری داشت.[۸۹]
- قاضی نوراللّه شوشتری صاحب کتاب «احقاق الحق» گفته است: تحقیق این است که زید بن علی مدعی امامت نبود و او معتقد بود که مستحق امامت و خلافت، در زمان او برادرزاده‌اش جعفر صادق می‌باشد.[۹۰]